# Stigmella minusculella
Stigmella minusculella là một loài bướm đêm thuộc họ Nepticulidae. Nó được tìm thấy ở Đan Mạch và Latvia đến Pyrénées, Corse, Ý và Kríti, và từ Đảo Anh đến Ukraina. Nó cũng có mặt ở Bắc Mỹ, ở đó nó được tìm thấy ở Ohio, New Jersey và Ontario.

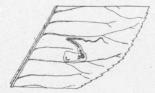
Tổ

Sải cánh dài 5–6 mm. Có 2 đến 3 lứa một năm.
Ấu trùng ăn Pyrus amygdaliformis, Pyrus communis, Pyrus elaeagrifolia và Pyrus spinosa. Chúng ăn lá nơi chúng làm tổ.